# Polish International 1976
Die Polish International 1976 im Badminton fanden Anfang Dezember 1976 in Wrocław statt.

## Medaillengewinner
| Disziplin    | Gold                                   | Silber                           | Bronze                            |
| ------------ | -------------------------------------- | -------------------------------- | --------------------------------- |
| Herreneinzel | Edgar Michalowski                      | Roland Riese                     | Joachim Schimpke                  |
| Herreneinzel | Edgar Michalowski                      | Roland Riese                     | Erfried Michalowsky               |
| Dameneinzel  | Monika Cassens                         | Angela Michalowski               | Astrit Schreiber                  |
| Dameneinzel  | Monika Cassens                         | Angela Michalowski               | Éva Cserni                        |
| Herrendoppel | Edgar Michalowski Erfried Michalowsky  | István Englert József Papp       | Bergkvist Beda Pauly              |
| Herrendoppel | Edgar Michalowski Erfried Michalowsky  | István Englert József Papp       | Bernd Wessels Friedel Sonntag     |
| Damendoppel  | Monika Cassens Angela Michalowski      | Erzsébet Németh Ildikó Bödecs    | Elżbieta Utecht Irena Karolczak   |
| Damendoppel  | Monika Cassens Angela Michalowski      | Erzsébet Németh Ildikó Bödecs    | Éva Cserni Éva Pozsik             |
| Mixed        | Erfried Michalowsky Angela Michalowski | Edgar Michalowski Monika Cassens | István Englert Ildikó Bödecs      |
| Mixed        | Erfried Michalowsky Angela Michalowski | Edgar Michalowski Monika Cassens | Joachim Schimpke Astrit Schreiber |

## Finalresultate
| Disziplin    | Sieger                                 | Finalist                         | Ergebnis     |
| ------------ | -------------------------------------- | -------------------------------- | ------------ |
| Herreneinzel | Edgar Michalowski                      | Roland Riese                     | 15–11, 15–10 |
| Dameneinzel  | Monika Cassens                         | Angela Michalowski               | 11–2, 11–6   |
| Herrendoppel | Edgar Michalowski Erfried Michalowsky  | István Englert József Papp       | 18–13, 15–5  |
| Damendoppel  | Monika Cassens Angela Michalowski      | Erzsébet Németh Ildikó Bödecs    | 15–2, 15–6   |
| Mixed        | Erfried Michalowsky Angela Michalowski | Edgar Michalowski Monika Cassens | 15–6, 15–8   |